# Vienna Flyers
Die EHC Vienna Flyers waren eine österreichische Damen-Eishockeymannschaft aus Wien, die 1998 gegründet wurde und bis 2012 in der  österreichischen Damenbundesliga spielte. Ihre Heimspiele trugen die Flyers in der Albert-Schultz-Halle aus. Der größte Erfolg der Vereinsgeschichte war der Gewinn der Österreichischen Meisterschaft in der Saison 2000/01. Weiters konnten die Flyers vier Mal (1998/99, 1999/2000, 2001/02 und 2008/09) den Vizemeistertitel erringen.

## Geschichte
Der EHC Vienna Flyers Wien wurde im Frühjahr 1998 von Alexandra Sumper und Gudrun Thaller gegründet. Der Name „Flyers“ leitet sich hierbei aus dem organisatorischen Fundament des neuen Clubs durch die Betriebsmannschaften von AUA und Lauda Air ab.
In der darauf folgenden Saison nahm das Damenteam unter dem Namen „EHC Vienna Flyers – die Mighties“ an der erstmals durchgeführten österreichweiten Damenbundesliga-Meisterschaft teil und wurde Vizemeister hinter den Gipsy Girls Villach. Ein Jahr später wurde diese Platzierung wiederholt und 2001 wurde die erste und bisher einzige österreichische Meisterschaft erreicht. Seit 2004 gab es erstmals eine Internationale Eliteliga, die Elite Women’s Hockey League, bei der die Damen teilnahmen.
In der Saison 2008/09 traten die Flyers zusammen mit den EHV Sabres Wien als Spielgemeinschaft Sabres/Flyers United in der EWHL sowie der Staatsmeisterschaft an.
Am Ende der Saison 2011/12 wurde der Spielbetrieb der Flyers eingestellt und ein Großteil der Spielerinnen wechselte zu den Wiener Eislöwen.

## Saisonstatistik
| Saison  | Liga | Platzierung |
| ------- | ---- | ----------- |
| 1998/99 | DEBL | Vizemeister |
| 1999/00 | DEBL | Vizemeister |
| 2000/01 | DEBL | Meister     |
| 2001/02 | DEBL | Vizemeister |
| 2002/03 | DEBL | 4. Platz    |
| 2003/04 | DEBL | 4. Platz    |

| Saison  | Liga                          | Platzierung                   |
| ------- | ----------------------------- | ----------------------------- |
| 2004/05 | DEBL                          | 8. Platz*                     |
| 2005/06 | DEBL                          | 5. Platz*                     |
| 2006/07 | DEBL                          | 6. Platz*                     |
| 2007/08 | DEBL                          | 5. Platz*                     |
| 2008/09 | siehe SG Sabres/Flyers United | siehe SG Sabres/Flyers United |
| 2009/10 | DEBL                          | 5. Platz                      |

* da die erste Damenmannschaft an der europäischen Elite Women’s Hockey League teilnahm, bestritt eine zweite Mannschaft die Ligaspiele.